# Ай, Айза-Лилуна Хамзатовна
Айза-Лилуна Хамзатовна Ай (при рождении Айза Хамзатовна Вагапова, впоследствии Долматова и Анохина; род. 10 декабря 1984, Грозный) —  российская телеведущая, рэп-исполнительница, предпринимательница, бывшая жена рэпера Гуфа.

## Биография
Родилась 10 декабря 1984 года в Грозном. По национальности чеченка. После переезда с семьёй в Москву, с 2000 по 2002 год училась в московской коррекционной школе здоровья № 1941. Окончила факультет экономики и права в Московском государственном лингвистическом университете (МГЛУ).
С 2008 года была в браке с Алексеем Долматовым.
В 2013 Айза ушла от Гуфа. В 2014 году развелась официально.
В 2013 году стала ведущей музыкального «Неформат чарт» и «Партийной зоны» на канале Муз-ТВ. В 2017 году выпустила первую песню под названием «Boeing». В 2018 году вошла в состав жюри музыкального конкурса «Голос улиц» на телеканале «Пятница!».
В 2018 году становится одной из соведущих программы «Орёл и Решка. Россия» на телеканале «Пятница!» совместно с Марией Иваковой.
В 2018 году выпустила дебютный альбом, получивший название «The Monkey», в который вошли 5 треков (чарт iTunes — 4-е место).
Записывает песни «Famalam» и «Я ХЗ ТП» (чарт Google Play — 4-е место).
В 2019 году рэп-исполнительница выпустила сингл «Портман». В этом же году стала одной из ведущих реалити-шоу «Я же мать», которое впоследствии было номинировано на премию ТЭФИ.
В 2020 году Айза стала одной из героинь линейки продюсерских проектов Ксении Собчак реалити-шоу «Айза Супер» на телеканале «Супер». Также становится ведущей проекта «Любовь на выживание» на телеканале «Пятница!».
Основатель и владелец сети салонов красоты «Ai Lab». В 2021 получила награду Cosmopolitan Beauty Awards за лучшую сеть салонов красоты.
В сентябре 2021 года стала участницей шоу «Звёзды в Африке» на телеканале «ТНТ».
21 января 2022 года Айза Долматова сменила имя и фамилию на Айза-Лилуна Ай. По словам Айзы, Лилуна — имя, которое она мечтала дать дочери, а фамилия Ай — сокращение от её собственного имени, которое переводится как «луна» с тюркских языков и как «любовь» с японского.
В ноябре 2022 года стала участницей шоу «Наследники и самозванцы» на телеканале ТВ-3.
В ноябре 2022 года Айза-Лилуна Ай решает подзаработать на сайте Boosty, где пользователи платят деньги за откровенный контент артиста.
В апреле 2024 года Айза стала амбасадором первой Недели моды на Бали и вышла на подиум. На мероприятии присутствовала принцесса Бали, а также ее подруга, которая вносит существенный вклад в развитие фэшн-сообщества на острове.

## Личная жизнь
С 2008 года по 2014 год была замужем за Алексеем Долматовым. 5 мая 2010 года у пары родился сын Сами.
С 2015 по 2020 год состояла в браке с сёрфером Дмитрием Анохиным. В 2016 году у пары родился сын Элвис.
В октябре 2020 года поменяла фамилию Анохина на фамилию первого мужа Долматова.
3 декабря 2020 года в программе «Проверка» рассказала о начале отношений с Олегом Майами. Летом 2021 года Айза и Олег Майами расстались. Заявляла в интервью, что из всех избранников по-настоящему любила только Гуфа и Олега Майами.
В декабре 2024 года стало известно, что Айза-Лилуна уже долгое время состоит в отношениях с нефтяником Степаном Кузьменко из Нижневартовска, который на 10 лет младше её.

## Дискография

### Альбомы
| Оценки критиков | Оценки критиков |
| Источник        | Оценка          |
| --------------- | --------------- |
| InterMedia      | [ 29 ]          |

| Год  | Название     | Подробнее                                                  |
| ---- | ------------ | ---------------------------------------------------------- |
| 2018 | «The Monkey» | - Выпущен: 13 апреля 2018 - Формат: CD - Лейбл: Media Land |